# Kyffin Simpson
Kyffin Simpson, född den 9 oktober 2004 i Bridgetown, Barbados är en racerförare som tävlar för Caymanöarna.